# Scanzorosciate

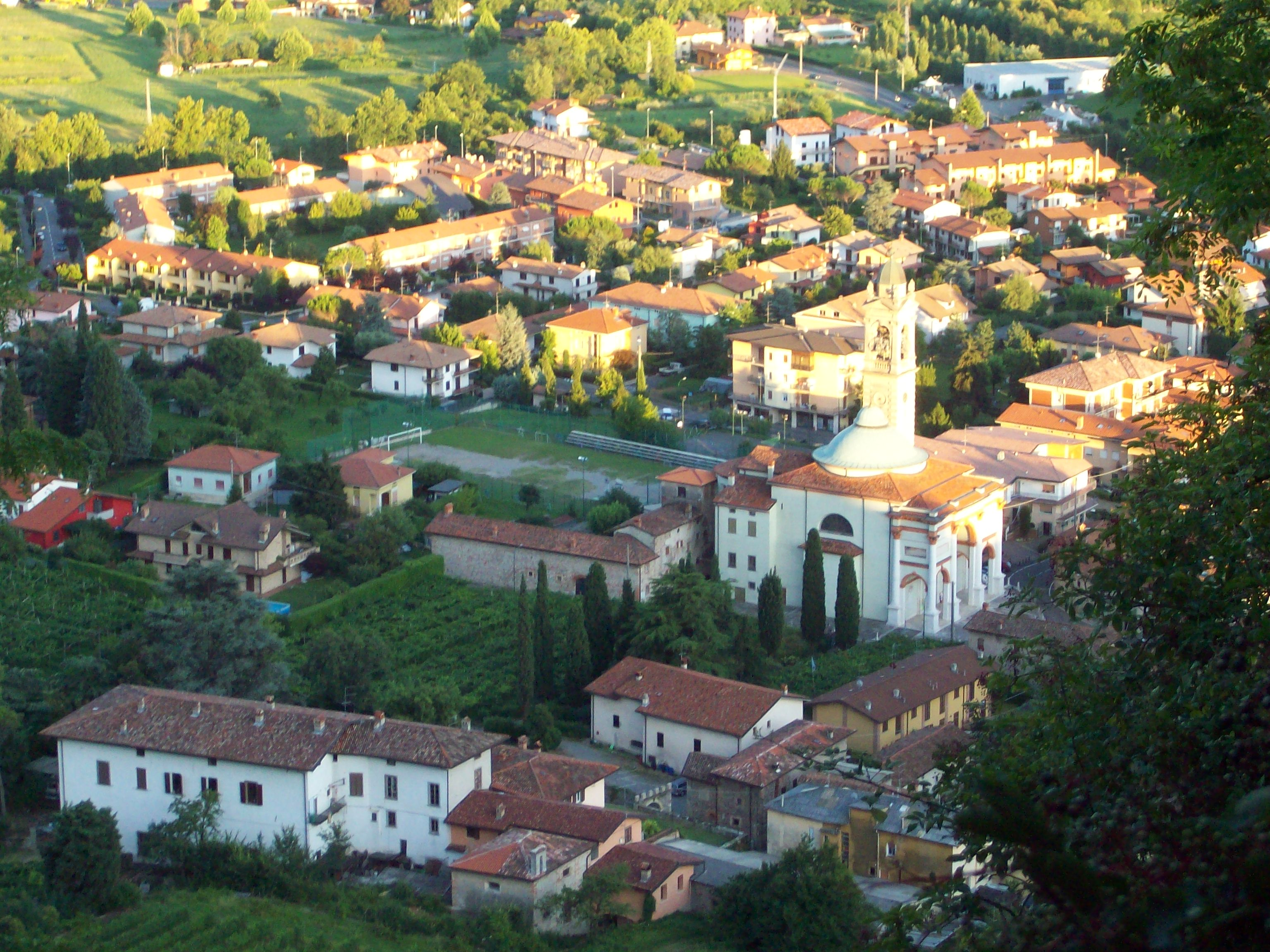
Rosciate, gesehen von Scanzo

Scanzorosciate ist eine Gemeinde (comune) mit 9930 Einwohnern (Stand 31. Dezember 2023) in der norditalienischen Provinz Bergamo in der Lombardei.
Sie liegt etwa sieben Kilometer ostnordöstlich von Bergamo.